# Lunca Goiești, Alba
Lunca Goiești este un sat în comuna Vidra din județul Alba, Transilvania, România. La recensământul din 2002 avea o populație de 54 locuitori.